# Gephyromantis zavona
Gephyromantis zavona is een kikker uit de familie gouden kikkers (Mantellidae). De soort werd voor het eerst wetenschappelijk beschreven door Miguel Vences, Franco Andreon, Frank Glaw en Jasmin Randrianirina in 2003. De soort behoort tot het geslacht Gephyromantis.

## Leefgebied
De kikker is endemisch in Madagaskar. De soort komt voor in het noordwesten van het eiland en leeft op een hoogte van 800 tot 1000 meter boven zeeniveau.

## Beschrijving
De soort is beschreven op basis van elf volwassen mannelijke exemplaren die een lengte hadden van 35 tot 41,3 millimeter en 3 volwassen vrouwtjes met een lengte van 40,5 tot 44,0 millimeter. De bovenzijde is donkerbruin van kleur.

## Synoniemen
- Mantidactylus zavona Vences, Andreone, Glaw & Randrianirina, 2003